# Ehrenmal für die im Ersten Weltkrieg gefallenen Bremer

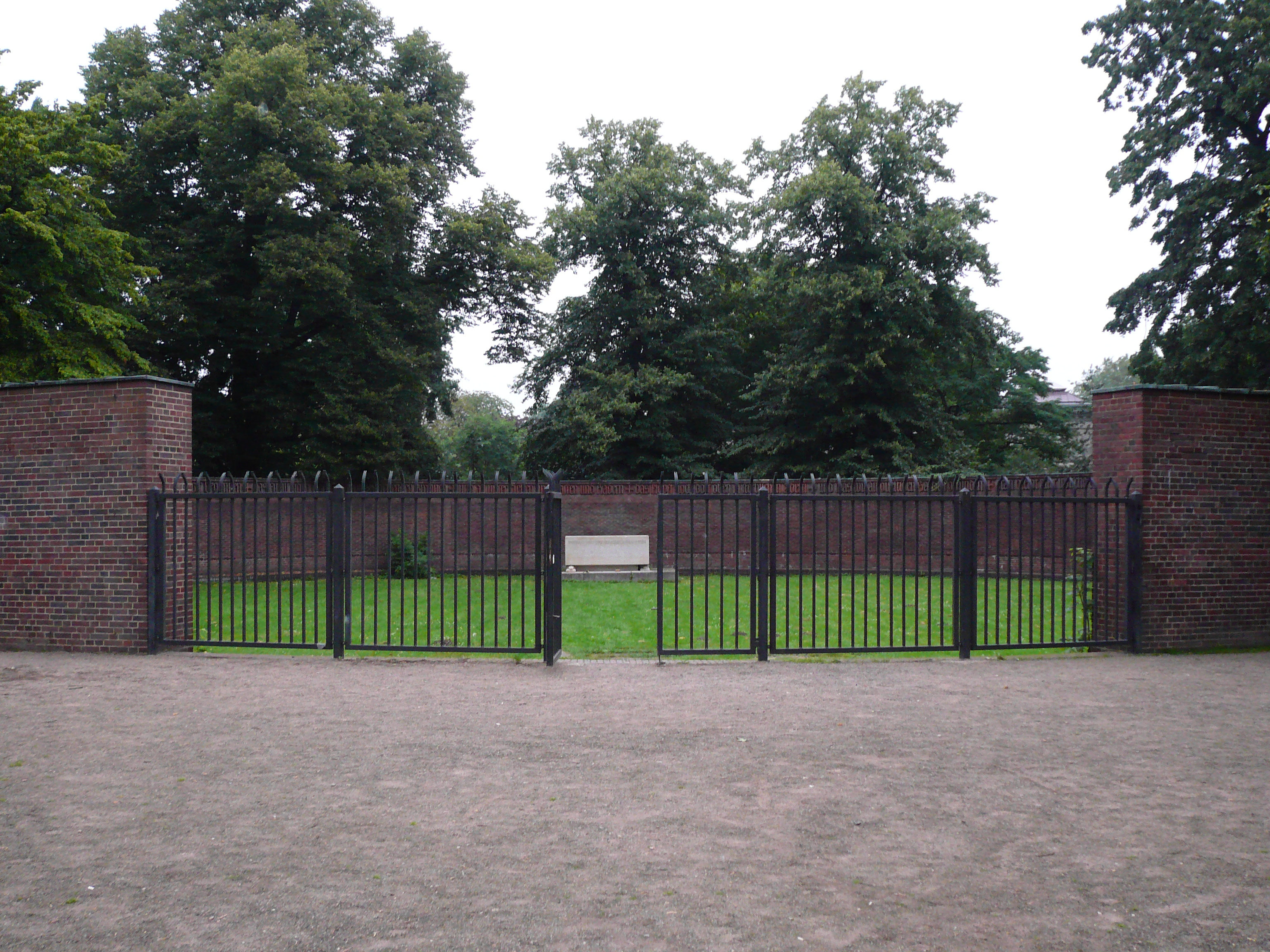
Ehrenmal auf der Altmannshöhe

Das Ehrenmal für die 1914–1918 gefallenen Bremer, die Gefallenen der Division Gerstenberg und des Freikorps Caspari steht auf der Altmannhöhe am östlichen Ausläufer der Bremer Wallanlagen. Es wurde 1933 von dem Bildhauer Ernst Gorsemann und dem Landschaftsarchitekten Heinrich Wiepking-Jürgensmann entworfen und 1935 eingeweiht.
Das Denkmal besteht aus einer Ringmauer, die auf der Innenseite mit rund 10.000 Namenssteinen aus Klinkern in unterschiedlichen Farbtönen verblendet ist. Durch einen altarähnlichen, auch als Kenotaph zu charakterisierenden Steinblock in der Mittelachse bekommt die Anlage einen entschieden sakralen Charakter. Ihm gegenüber, aber außerhalb des Dreiviertelkreises steht die Skulptur einer Mutter mit Kindern.

## Geschichte

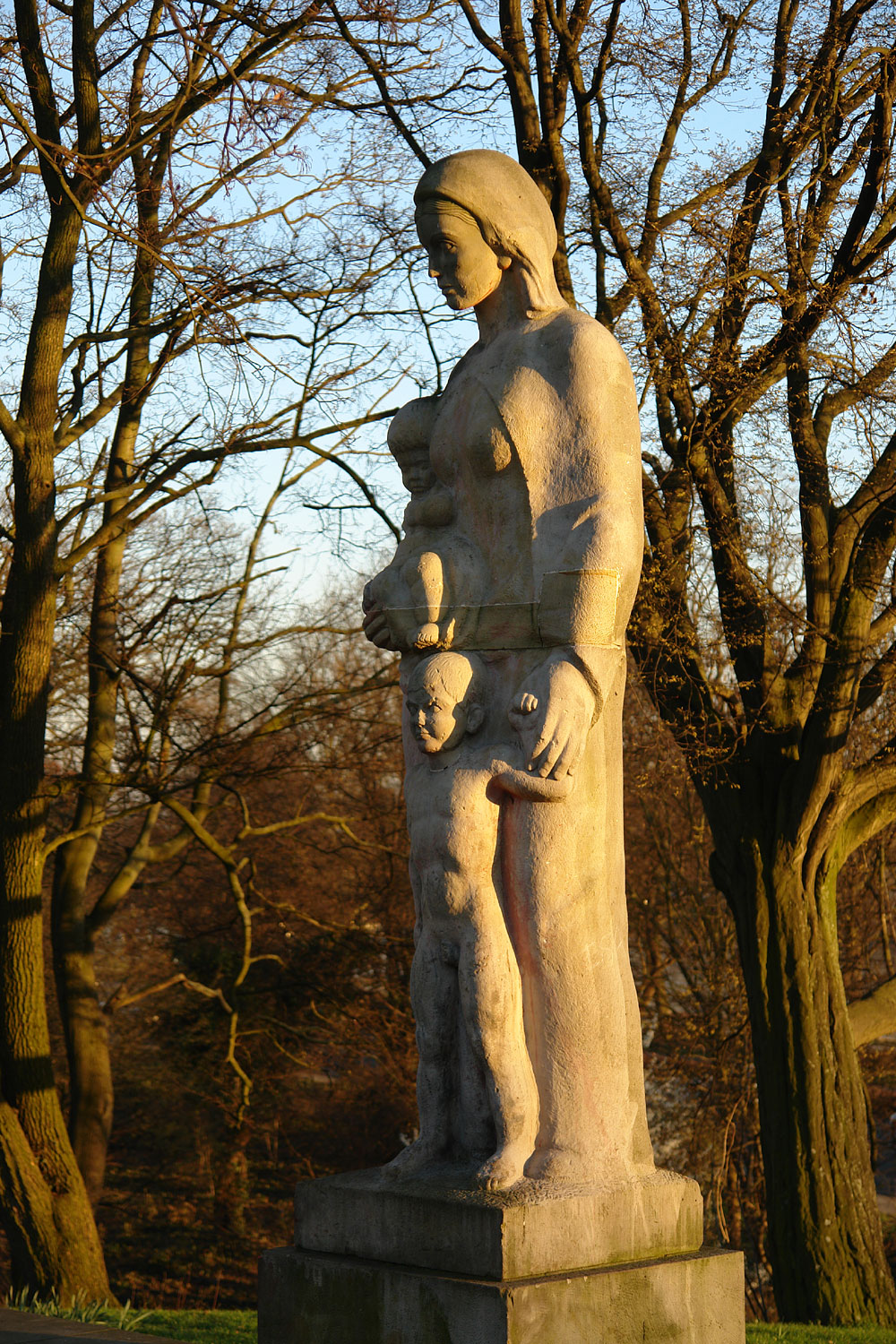
Gorsemann: Mutter und Kinder auf der Altmannshöhe, 1936

Im März 1933 war der Bremer Senat von den Nationalsozialisten zum Rücktritt gezwungen worden. Im September beschloss der NS-konforme neue Senat das Ehrenmalprojekt in Angriff zu nehmen. Noch im Dezember legten der beauftragte Bremer Bildhauer Gorsemann und der in Berlin und Köln tätige Landschaftsarchitekt Heinrich Friedrich Wiepking-Jürgensmann einen Entwurf vor. Die Bürger Bremens wurden zu Spenden aufgerufen. Die feierliche Einweihung in Anwesenheit hoher Militärs fand am 13. Oktober 1935 statt, 1936 fügte Gorsemann die Steinskulptur Mutter und Kinder hinzu, die kurz vor Ende des Krieges beschädigt wurde.
Zeitgleich war auch ein von den Freikorpsveteranen gefordertes Denkmalprojekt in Gestalt des Sterbenden Jünglings von Herbert Kubica in der Bremer Innenstadt realisiert worden.
Eine 1945 begonnene Neufassung der Mutterfigur, an der Gorsemann bis zu seinem Tod 1960 gearbeitet hatte, wurde 1963 aufgestellt. „Die einzige deutliche Veränderung gegenüber der ersten Plastik nahm er bei der Gestaltung des Kopfes der ‚Mutter‘ vor, der er in der zweiten Fassung verhärmte, leidende Gesichtszüge verlieh und ihre ‚deutsche‘, dem nationalsozialistischen Frauenbild entsprechende Frisur durch ein einfaches Tuch ersetzte“ (Mielsch). Abgesehen von einigen Beschädigungen der Kriegs- und Nachkriegszeit an den Namenssteinen und der gezielten Entfernung von sechs in den Machtkämpfen vor 1933 umgekommenen Nationalsozialisten ist also die Anlage unverändert erhalten, einschließlich der Würdigung der an der Niederschlagung der Bremer Räterepublik beteiligten Gefallenen.
Wiederholt nutzten daher rechtsradikale Gruppen die Anlage zu Versammlungen und Kundgebungen für militaristische und rassistische Ziele, daraufhin wurde der Mauerring durch ein Gittertor verschlossen.

### Inschriften
Umlaufend über den Namenssteinen ein Gedicht von Conrad Ferdinand Meyer:

„Wir Toten + wir Toten sind größere Heere als ihr auf der Erde + als ihr auf dem Meere + wir pflügten das Feld mit geduldigen Taten + ihr schwingt die Sicheln und schneidet die Saaten + und was wir vollendet und was wir begonnen + das füllt noch dort oben die rauschenden Bronnen + und all unser Lieben und Hassen und Hadern + das klopft noch dort oben in sterblichen Adern + und was wir an gültigen Sätzen gefunden + daran bleibt aller irdische Wandel gebunden + und unsere Töne Gebilde + Gedichte erkämpfen den Lorbeer in strahlendem Lichte + wir suchen noch immer die menschlichen Ziele + drum ehret und opfert + denn unser sind viele“

Rechts auf der Ringmauer: „Im Kampf um die Befreiung Bremens fielen am 4. Februar 1919 vom Freikorps Caspari und von der freiwilligen Division Gerstenberg“ (es folgen die Namen).
Auf dem „Altar“: „1914–1918 / 10000 Männer und Jünglinge zogen aus dieser Stadt in Krieg und Tod / Niemand hat größere Liebe denn die daß er sein Leben lasset für seine Freunde.“